# Elbert Green Hubbard
Pour les articles homonymes, voir Hubbard.
Elbert Green Hubbard, né le 19 juin 1856 et mort le 7 mai 1915, est un artiste, écrivain et philosophe américain mais aussi « un philosophe, un vendeur de savon, entrepreneur, artiste vaudeville, bohème, bigame, cavalier, humoriste, imprimeur, romancier, moraliste, agriculteur, égoïste, menteur, plagiaire, fervent partisan de la grande entreprise, avide défenseur des droits individuels, anti-intellectuel, défenseur des arts, machiste, pro-féministe », selon IY Hashimoto du Whitman College. 
Il a influencé le mouvement des Arts & Crafts et est resté célèbre pour son essai Message à Garcia.

## Biographie
Elbert Hubbard est né à Bloomington en Illinois de Silas Hubbard, médecin de campagne, et de Juliana Frances Read, professeur. Tous deux lui survivront.

### Vendeur de savons
Il passe ses premières années à Hudson (Illinois) mais, après de courtes études, il quitte Hudson pour rejoindre un cousin et vendre des  savons chez  Weller soap Company à Chicago. Il déménage ensuite à Buffalo, pour travailler puis s'associer avec le mari de sa sœur, chez le fabricant de savons Larkin & co, dans l'état de New York.
En 1879, il épouse Bertha Crawford et la famille s'installe à East Aurora — en 1883 —, un an après la naissance de son premier fils Bert. Il continue néanmoins ses activités chez Larkin & co et aura un autre fils Ralph, né en 1885. Pendant 10 ans, il fera l'aller et retour Buffalo - East Aurora avant de revendre sa part dans la fabrique de savons à son beau-frère en 1893.

### Double vie

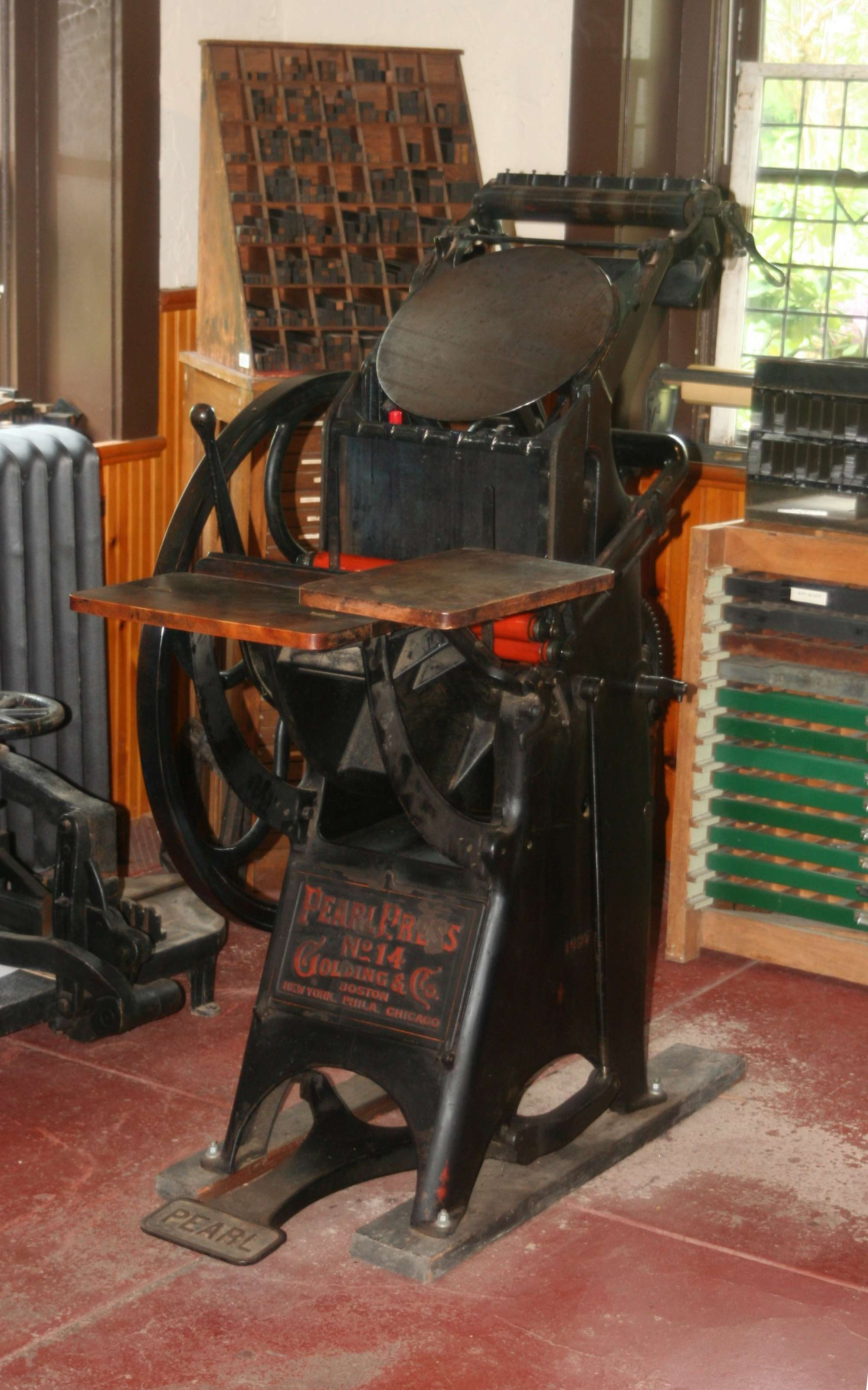
Presse historique à Roycroft

Il rencontre Alice Moore à la fin des années 1880 qui l'encourage à écrire et à se détourner des activités traditionnelles. C'est sous son influence et grâce au succès rencontré par son livre Message à Garcia en 1899 qu'il fonde à East Aurora les éditions The Roycrofters ainsi que la boutique communautaire et le campus Roycroft  qui diffusent des produits d'artisanat divers (poteries, cuir et objets en métaux et objets d'art de toutes sortes) et auront une influence importante sur le mouvement des Arts and Crafts et la promotion de l'artisanat d'art local.
Il a une fille nommée Miriam avec Alice en 1894, puis une autre fille, Katherine, avec sa femme Bertha en 1895. Ce n'est qu'entre 1902 et 1904 qu'il finit par divorcer de Bertha et se remarier avec Alice. Il restera néanmoins en bons termes avec Bertha qui fera son éloge funèbre en 1915.

### Voyageur, écrivain et éditeur

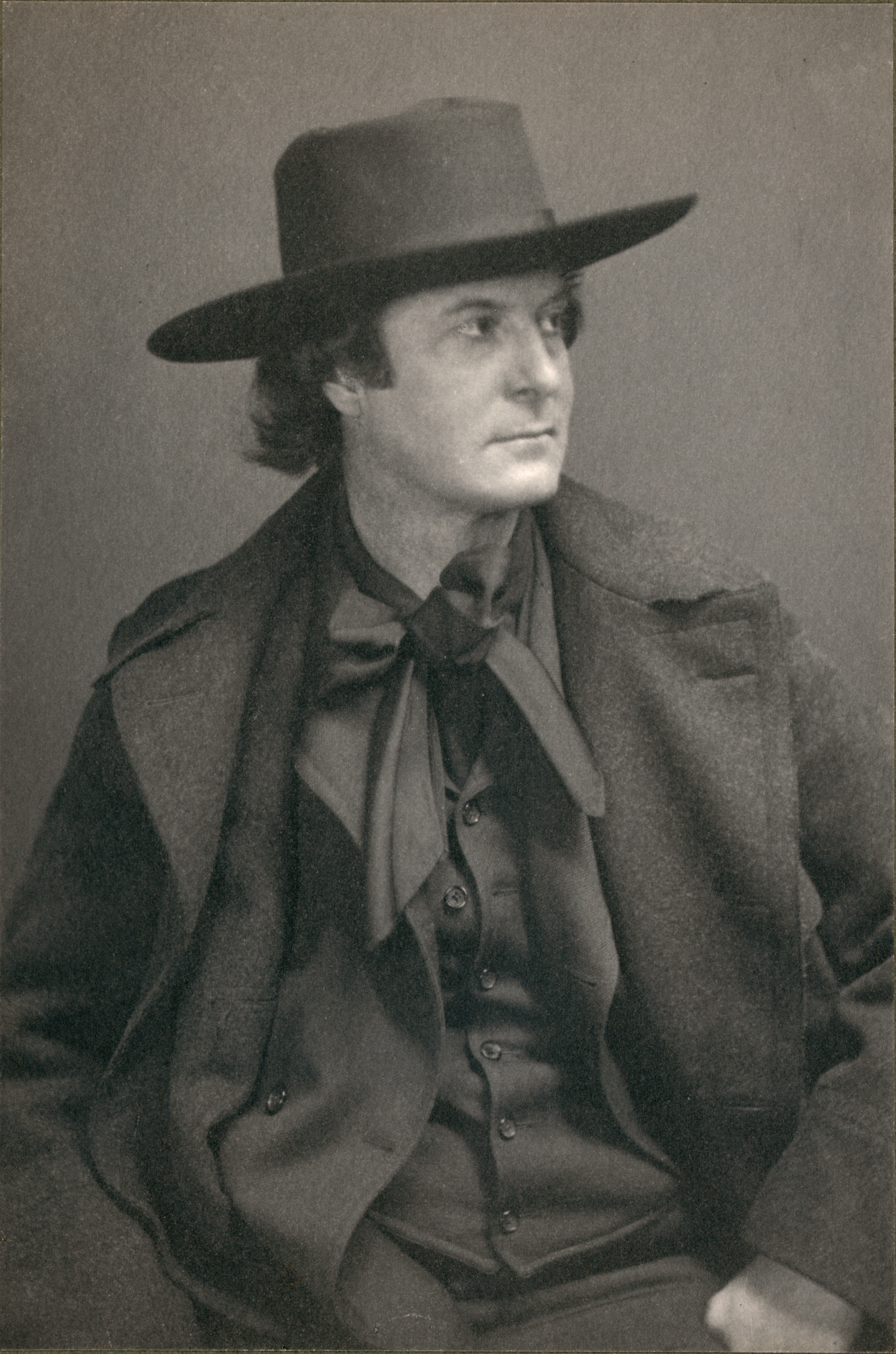
Elbert Green Hubbard par Zaida Ben-Yusuf, 1900.

En 1892 c'est à l'occasion d'un premier voyage en Grande-Bretagne qu'Elbert Hubbard rend visite à William Morris à Hammersmith, près de Londres et découvre sa maison d'édition et d'imprimerie Kelmscott Press dont il s'inspirera pour la mise en place de sa propre maison d'édition.
En 1895 il crée un lieu d'accueil destiné à héberger les milliers de visiteurs de cette communauté considérée comme la Mecque du mouvement Arts and Crafts . À son apogée dans les années 1900 la communauté peut héberger jusqu'à 500 visiteurs. Depuis, l'hôtel, le Roycroft, continue à accueillir des hôtes venus essentiellement visiter le musée retraçant la vie de la communauté.
Après 6 ans d'études à Harvard, Hubbard entreprend un nouveau voyage de recherches en Angleterre d'où il reviendra avec son Little Journeys to the Homes of the Great, recueil de biographies d'hommes célèbres qui sera publié mensuellement par JP Putnam & sons à partir de 1894, puis réunies en une seconde édition de 14 volumes publiée peu après sa mort en 1916.
Sa maison d'édition, initialement nommée The Roycrofters ou The Roycroft Shops sera rebaptisée Roycroft Press par la suite par les historiens de l'édition.
Elle publiera deux magazines The Philistine de 1895 à la mort d'Hubbard en 1915 (40 volumes ont été publiés retraçant les publications de 1895 à 1914) et The Fra. 
La couverture de The Philistine était en papier de boucher brun, Hubbard affirmant lui-même que la couverture était en papier de boucher parce que « il y a de la viande à l'intérieur», la ligne éditoriale elle-même était assez sinueuse, épousant le point de vue populiste d'Hubbard sur tous types de sujets, des bienfaits de la nature aux dangers de la richesse excessive.
Ceci démontre une forme d'excentricité à laquelle participait The Roycrofters même si les produits finis étaient en général beaux et de bonne qualité.
Gérée par le fils aîné du couple Elbert - Bertha après la disparition du chef de famille, la maison d'édition fera faillite en 1938.

### Naufragé
Il meurt en compagnie de sa seconde épouse, le 7 mai 1915, trois ans après le naufrage du Titanic, dans le naufrage du Lusitania torpillé par un sous-marin allemand au large de l'Irlande. Ramené à East Aurora, son corps est suivi vers son dernier tombeau par un grand nombre de ses concitoyens.

### Ses grandes dates
- 1895 : Fondation de Roycroft à East Aurora (dans l'état de New York), qui fait revivre et exposer d'anciens artisanats,
- 1895-1915 : il fonde, édite et écrit pour le mensuel Le Philistin,
- 1908-1917 : il fonde et dirige la FRA [8] qui lui survit après son décès.

## Œuvre
Son œuvre la plus connue est le Message à Garcia, publiée en 1899, elle connaît un très grand succès puisqu'elle a été éditée à 40 millions d'exemplaires et a été très fréquemment rééditée depuis. La nouvelle a donné lieu à un film dirigé par George Marshall en 1936, Message à Garcia.
Little Journeys to the Homes of the Great comprend 182 biographies d'hommes et de femmes célèbres regroupées en  14 volumes par thème :
1. Les Grands Hommes (Good Men and Great: Publisher's Preface) : Autobiographie, George Eliot, Thomas Carlyle, John Ruskin, William Gladstone,  J.M.W. Turner, Jonathan Swift, Walt Whitman, Victor Hugo, William Wordsworth, William Makepeace Thackeray, Charles Dickens, Oliver Goldsmith, William Shakespeare, Thomas Edison.
2. Les Femmes célèbres (Famous women: Elbert Hubbard II) : Elizabeth Browning, Madame Guyon, Harriet Martineau, Charlotte Bronte, Christina Rossetti, Rosa Bonheur, Madame de Stael, Elizabeth Fry, Mary Lamb, Jane Austen, l'Impératrice Joséphine, Mary Shelley.
3. Les Hommes d'État américains (American Statesmen: The Little Journeys Camp) : George Washington, Benjamin Franklin, Thomas Jefferson, Samuel Adams, John Hancock, John Quincy Adams, Alexander Hamilton, Daniel Webster, Henry Clay, John Jay, William Seward, Abraham Lincoln.
4. Les Grands Peintres (Eminent Painters) : Michel-Ange, Rembrandt, Rubens, Meissonier, Titien, Antoine van Dyck, Marià Fortuny, Ary Scheffer, Jean-François Millet, Joshua Reynolds, Edwin Landseer, Gustave Doré)
5. Les Auteurs anglais (English Authors) : William Morris, Robert Browning, Alfred Tennyson, Robert Burns, John Milton, Samuel Johnson, Thomas Macaulay, Lord Byron, Joseph Addison, Robert Southey, Samuel Coleridge, Benjamin Disraeli.
6. Les Artistes éminents (Eminent Artists) : Raphaël, Léonard de Vinci, Botticelli, Bertel Thorvaldsen, Gainsborough, Velasquez, Corot, Correggio, Bellini, Cellini, Abbey, Whistler.
7. Les Grands Orateurs (Eminent Orators) : Périclès, Marc Antoine, Jérôme Savonarole, Martin Luther, Edmund Burke, William Pitt, Jean Paul Marat, Robert Ingersoll, Patrick Henry, Thomas Starr King, Henry Ward Beecher, Wendell Phillips.
8. Les Grands Philosophes (Great Philosophers) : Socrate, Sénèque, Aristote, Marcus Aurelius, Immanuel Kant, Swedenborg, Spinoza, Auguste Comte, Voltaire, Herbert Spencer, Schopenhauer, Henry Thoreau.
9. Les Réformateurs (Great Reformers) : John Wesley, Henry George, Garibaldi, Richard Cobden, Thomas Paine, John Knox, John Bright, Bradlaugh, Theodore Parker, Oliver Cromwell, Anne Hutchinson, Jean-Jacques Rousseau.
10. Les Grands Maîtres (Great Teachers) : Moïse, Confucius, Pythagore, Platon, Alfred le Grand, Érasme, Booker T. Washington, Thomas Arnold, Friedrich Fröbel, Hypatie, Saint Benoît, Mary Baker Eddy.
11. Les Grands Hommes d'affaires (Great Businessmen) : Robert Owen, James Oliver, Stephen Girard, Mayer Amschel Rothschild, Philip Armour, John Astor, Peter Cooper, Andrew Carnegie, George Peabody, A. T. Stewart, Henry Huttleston Rogers, James Hill.
12. Les Grands Hommes de science (Great Scientists) : Isaac Newton, Galilée, Copernic, Humboldt, William Herschel, Charles Darwin, Haeckel, Carl von Linné, Thomas Huxley, John Tyndall, Alfred Wallace, John Fiske.
13. Les Grandes Amours (Great Lovers) : Robert Louis Stevenson et Fanny Osbourne, Josiah et Sarah Wedgwood, William Godwin et Mary Wollstonecraft, Dante et Béatrice, John Stuart Mill et Harriet Taylor Mill, Charles Parnell et Katharine O'Shea, Pétrarque et Laure, Dante Gabriel Rossetti et Elizabeth Siddal, Balzac et Ewelina Hańska, Fénelon et Madame Guyon, Ferdinand Lassalle et Helene von Dönniges, Horatio Nelson et Lady Hamilton.
14. Les Grands Musiciens (Great Musicians) : Richard Wagner, Paganini, Frederic Chopin, Robert Schumann, Sebastian Bach, Felix Mendelssohn, Franz Liszt, Ludwig van Beethoven, Georg Friedrich Haendel, Giuseppe Verdi, Wolfgang Mozart, Johannes Brahms, Index.

### Le philosophe
Autodidacte déterminé à acquérir le savoir par les livres, Hubbard aspirait à une réforme du monde du travail qui combattrait l'exploitation des travailleurs mais tout en restant attaché à promouvoir la valeur du travail et à l'esprit de libre-entreprise.
Éclectique et parfois excentrique, il a aussi partagé les opinions féministes de sa seconde épouse Alice, elle-même auteure de livres destinés à promouvoir la libération de la femme .
Les magasins de Roycroft sont au fil des années devenus aussi lieux de réunions et des conventions de radicaux, libres penseurs, réformateurs et suffragettes. Hubbard est devenu un conférencier populaire, sa philosophie évoluant au fil des années des idées sociales héritées de William Morris vers une  défense ardente de la libre entreprise et du savoir-faire américain. Hubbard a été beaucoup raillé dans la presse pour « sa versatilité», « Il était à la fois un homme d'affaires ainsi que l'avocat de l'ouvrier », dit M. Swift, « mélangeant ces deux philosophies de telle manière volatile. »

### Dictons célèbres
Elbert Hubbard est aussi resté célèbre pour ses formules telle « Nous ne serons jamais un pays civilisé aussi longtemps que nous dépenserons moins d'argent pour les livres que pour les chewing-gum ».
On lui doit aussi:
- « Do not take life too seriously. You will never get out of it alive. » (Ne prenez pas la vie trop sérieusement. Vous n'en sortirez jamais vivant.)
- « If you can't answer a man's arguments, all is not lost; you can still call him vile names. » (Si vous ne pouvez pas répondre à l'argument de quelqu'un, tout n'est pas perdu. Vous pouvez encore l'injurier.)
- « To avoid criticism, do nothing, say nothing, and be nothing. » (Pour échapper à la critique, ne rien faire, ne rien dire, n'être rien.)
- « The friend is the man who knows all about you, and still likes you. » (L'ami est celui qui connaît tout de vous, et continue cependant à vous aimer.)

On lui doit aussi l'expression « Quand la vie vous donne des citrons, faites de la citronnade ».

#### Par Elbert Hubbard
- Philistine: A Periodical of Protest, December 1895 to May 1896. Auteur : Elbert Hubbard. Rédacteur: H. P. Taber - Éditeur : Kessinger Publishing, 2003.  (ISBN 0-7661-6437-3), 9780766164376. Longueur : 300 pages.
- A message to Garcia. Gift Editions Series. Auteur : Elbert Hubbard. Éditeur : Peter Pauper Press, Inc., 1982.  (ISBN 0-88088-434-7), 9780880884341. Longueur : 32 pages.
- Love, Life and Work. Elbert Hubbard. Première édition : The Roycrofters,1906, Réédition : Kessinger Publishing, 1998  (ISBN 0-7661-0299-8), 9780766102996.
- So here cometh White hyacinths: being a book of the heart. Auteur : Elbert Hubbard. Éditeur : The Roycrofters, 1907. Longueur : 108 pages.
- Health and Wealth. Auteur : Elbert Hubbard. Première édition : The Roycrofters, 1908. Réédition : Kessinger Publishing, 2008.  (ISBN 0-548-94937-9), 9780548949375. Longueur : 164 pages.
- Time and chance: a romance and a history: being the story of the life of a man. Auteur: Elbert Hubbard. Éditeur: G.P. Putnam's sons, 1908. Longueur: 434 pages.
- The Mintage. Auteur : Elbert Hubbard. Éditeur : The Roycrofters, 1910. Réédition: Wildside Press LLC, 2006.  (ISBN 1-55742-545-0), 9781557425454. Longueur : 84 pages.
- Elbert Hubbard's Scrap Book. Auteur : Elbert Hubbard. Publié post mortem en 1923 par sa maison d'édition : les Roycrofters. Réédition : Kessinger Publishing, 1998.  (ISBN 0-7661-0418-4), 9780766104181. Longueur : 248 pages.

#### Œuvres de référence
- Champney, Freeman. Art & Glory: The Story of Elbert Hubbard. Kent, Ohio: Kent State University Press, 1983.
- Elbert Hubbard: his creed and some other things. Elbert Hubbard. Le Trap Monastery, 1902 (144 pages).
- Selected Writings of Elbert Hubbard, Volume 5, Elbert Hubbard. Compilé par Bert Hubbard. Éditeur : Wm. H. Wise, 1922[15].
- Hamilton, Charles Franklin. As Bees in Honey Drown; Elbert Hubbard and the Roycrofters. South Brunswick : A.S. Barnes, 1973.
- Leuchtenburg, William E. American Places: Encounters with History. Oxford University Press, 2002.  (ISBN 0-19-515245-X).
- Roycroft Decorative Accessories in Copper and Leather: The 1919 Catalog. Edité par : Courier Dover Publications, 2002,  (ISBN 0-486-42112-0), 9780486421124 (56 pages).